# Schwimmeuropameisterschaften 1958
Die 9. Schwimmeuropameisterschaften fanden vom 31. August bis 6. September 1958 in Budapest statt und wurden von der Ligue Européenne de Natation (LEN) veranstaltet.
Die Schwimmeuropameisterschaften 1958 beinhalteten Wettbewerbe im Schwimmen, Kunst- und Turmspringen sowie das Wasserballturnier der Männer.

## Beckenschwimmen

### Ergebnisse Männer
| Wettbewerb                 | Gold                          | Gold    | Silber                          | Silber  | Bronze                                    | Bronze  |
| -------------------------- | ----------------------------- | ------- | ------------------------------- | ------- | ----------------------------------------- | ------- |
| 100 m Freistil             | Paolo Pucci Italien           | 56.3    | Wiktor Konopljow Sowjetunion    | 56.9    | Gyula Dobay Ungarn                        | 57.5    |
| 400 m Freistil             | Ian Black Großbritannien      | 4:31.3  | Boris Nikitin Sowjetunion       | 4:36.2  | Paolo Galletti Italien                    | 4:38.1  |
| 1500 m Freistil            | Ian Black Großbritannien      | 18:05.8 | József Katona Ungarn            | 18:13.0 | Gennadi Androssow Sowjetunion             | 18:30.2 |
| 100 m Rücken               | Robert Christophe Frankreich  | 1:03.1  | Leonid Barbijer Sowjetunion     | 1:03.9  | Wolfgang Wagner DDR                       | 1:05.5  |
| 200 m Brust                | Leonid Kolesnikow Sowjetunion | 2:41.1  | Roberto Lazzari Italien         | 2:41.3  | Klaus Bodinger Bundesrepublik Deutschland | 2:41.4  |
| 200 m Schmetterling        | Ian Black Großbritannien      | 2:21.9  | Pavel Pazdírek Tschechoslowakei | 2:22.6  | Graham Symonds Großbritannien             | 2:25.8  |
| 4 × 200 m Freistil Staffel | Sowjetunion                   | 8:33.7  | Italien                         | 8:41.2  | Ungarn                                    | 8:45.3  |
| 4 × 100 m Lagen Staffel    | Sowjetunion                   | 4:16.5  | Ungarn                          | 4:20.4  | Italien                                   | 4:21.9  |

### Ergebnisse Frauen
| Wettbewerb                 | Gold                         | Gold   | Silber                          | Silber | Bronze                                       | Bronze |
| -------------------------- | ---------------------------- | ------ | ------------------------------- | ------ | -------------------------------------------- | ------ |
| 100 m Freistil             | Kate Jobson Schweden         | 1:04.7 | Cocky Gastelaars Niederlande    | 1:05.0 | Judy Grinham Großbritannien                  | 1:05.4 |
| 400 m Freistil             | Jans Koster Niederlande      | 5:02.6 | Corrie Schimmel Niederlande     | 5:02.6 | Nancy Rae Großbritannien                     | 5:07.7 |
| 100 m Rücken               | Judy Grinham Großbritannien  | 1:12.6 | Margaret Edwards Großbritannien | 1:12.9 | Larissa Wiktorowa Sowjetunion                | 1:13.9 |
| 200 m Brust                | Ada den Haan Niederlande     | 2:52.0 | Anita Lonsbrough Großbritannien | 2:53.5 | Wiltrud Urselmann Bundesrepublik Deutschland | 2:53.8 |
| 100 m Schmetterling        | Tineke Lagerberg Niederlande | 1:11.9 | Aartje Voorbij Niederlande      | 1:12.2 | Marta Skupilová Tschechoslowakei             | 1:14.3 |
| 4 × 100 m Freistil Staffel | Niederlande                  | 4:22.9 | Vereinigtes Königreich          | 4:24.2 | Schweden                                     | 4:28.5 |
| 4 × 100 m Lagen Staffel    | Niederlande                  | 4:52.9 | Sowjetunion                     | 4:54.2 | Vereinigtes Königreich                       | 4:54.3 |

## Kunst- und Turmspringen

### Ergebnisse Männer
| Wettbewerb | Gold                        | Silber                                      | Bronze                   |
| ---------- | --------------------------- | ------------------------------------------- | ------------------------ |
| 3 m        | László Ujvári Ungarn        | Horst Rosenfeldt Bundesrepublik Deutschland | Roman Brener Sowjetunion |
| 10 m       | Brian Phelps Großbritannien | Michail Tschatschba Sowjetunion             | Jeno Marton Ungarn       |

### Ergebnisse Frauen
| Wettbewerb | Gold                        | Silber                           | Bronze                               |
| ---------- | --------------------------- | -------------------------------- | ------------------------------------ |
| 3 m        | Ninel Krutowa Sowjetunion   | Charmian Welsh Großbritannien    | Walentina Dedowa Sowjetunion         |
| 10 m       | Alda Karaskaitė Sowjetunion | Raissa Gorochowskaja Sowjetunion | Birte Christoffersen-Hanson Schweden |

## Wasserball

### Ergebnisse Männer
| Wettbewerb | Gold   | Silber      | Bronze      |
| ---------- | ------ | ----------- | ----------- |
| Mannschaft | Ungarn | Jugoslawien | Sowjetunion |